# Церква Різдва Богородиці (Білий Бір)
Церква Різдва Пресвятої Богородиці (пол. Cerkiew Narodzenia Przenajświętszej Bogorodzicy) — церква УГКЦ в польському місті Білий Бір.

## Архітектура
Збудована у 1992–1997 роках за проєктом видатного польського митця українського походження Єжи Новосельського.
При проєктуванні церкви з Єжи Новосельський співпрацював архітектор Богдан Котарба. Стиль церкви нагадує ранньохристиянські тринефні базиліки.
В середньому нефі знаходиться невелика баня з зображенням Спаса Вседержителя. Нефи розділені рядами чорних, циліндричних колон.
В інтер'єрі переважають три кольори: темно-зелені стіни і стелі, білі перегородки і червоні дверні коробки.
Іконостас містить тільки три ікони: розп'яття над царськими вратами, Христос і Діва Марія. У центрі церкви знаходиться яскраво-червоний тетрапод.
Під час свят, пов'язаних з прибуттям великої кількості паломників, головний фасад церкви використовується як іконостас з іконами архангелів і Спаса Нерукотворного.

## Громада
Парафіянами церкви є жителі міста Білий Бір (Західнопоморське воєводство) українського походження і греко-католицького віросповідання, предки яких були насильно переселені після 1947 року в рамках операції «Вісла» зі східних теренів Польщі.
Незвичайна форма храму одразу не була схвалена греко-католицькою громадою Білого Бору, які очікували традиційної церкви з високою банею. Лише висока оцінка, дана мистецтвознавцями, а також туристами, які теж захоплювалися цим шедевром сучасної архітектури, змінили думку жителів міста.